# Glikozidok

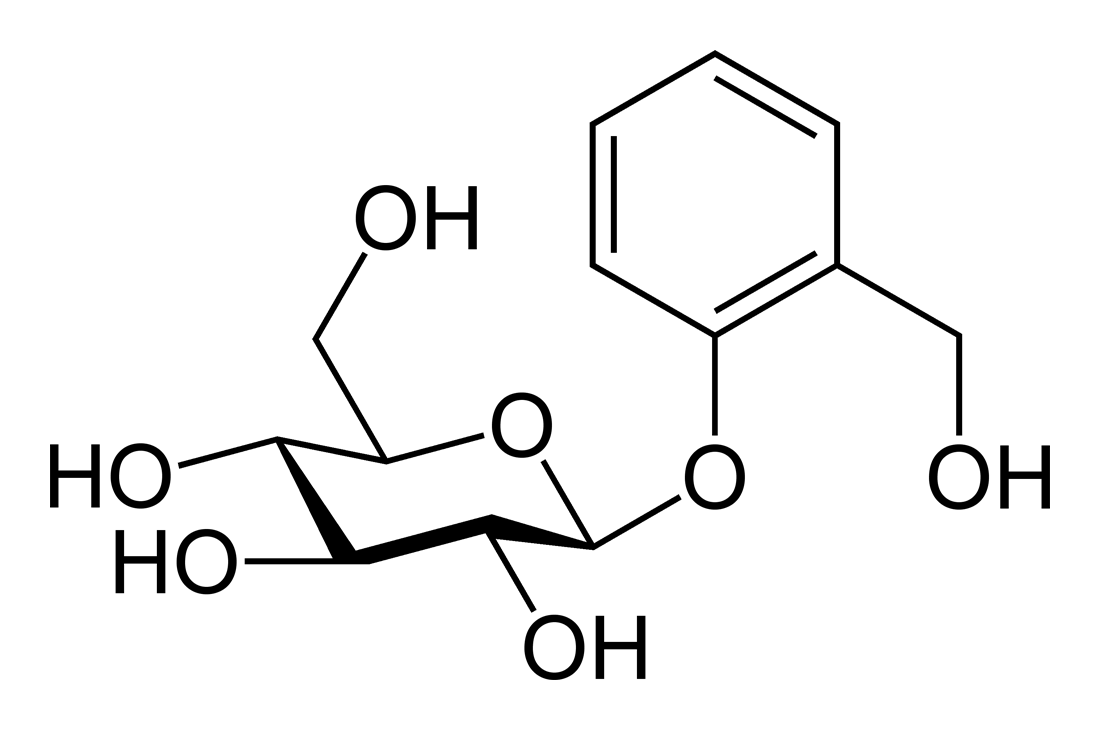
A szalicin, egy O-glikozid szerkezete

A glikozidok (glikozid-hidralázok) egy vagy több cukormolekulából és egy nem cukor jellegű molekulából (aglikon) álló vegyületek. A cukormolekulák lehetnek azonosak vagy különbözőek. Az ún. glikozidos hidroxilcsoportjukkal lépnek reakcióba az aglikonnal, mely a félacetálos vagy félketálos szénatomhoz kapcsolódik. Közös jellemzőjük, hogy már kis mennyiségben is többnyire nagyon erős hatásúak.
A glikozid elnevezés a görög glykosz (γλυκός = édes) és eidosz (ειδος = faj, fajta, műfaj) összetételéből származik.

## Glikozidtípusok
Attól függően, hogy az aglikonhoz milyen atomon keresztül kapcsolódik a cukormolekula, több típust is megkülönböztetünk. Az O-glikozidok esetén az aglikon hidroxilcsoportja lép reakcióba a glikozidos hidroxilcsoporttal, miközben egy molekula víz keletkezik. Az O-glikozidok tehát acetálok. Ha nem jelöljük meg a kapcsoló atomot, akkor glikozidon O-glikozidot értünk.
Hasonlóan jönnek létre tioalkoholból és cukorból az S-glikozidok, amelyek pl. a mustárolajban találhatók.
Az N-glikozidok esetén a glikozidos hidroxilcsoport egy aminocsoport egyik hidrogénjével is reakcióba léphet. Különös jelentőségűek azok az N-glikozidok, melyekben a cukor a d-ribóz vagy 2-dezoxiribóz, az amin pedig nukleobázis. Ilyen vegyületek a nukleinsavak, amelyek az RNS-t és a DNS-t alkotják.
A szénhidrátok gyűrűs térszerkezete miatt az acetálos szénatom aszimmetriás. A kétféle diasztereomert α- ill. β-glikozidnak nevezzük. Ez érvényes az O-, S- és N-glikozidokra is.

## Szerepük az élővilágban
A glikozidok főként a növényekben igen elterjedtek.
A glikozidokhoz tartoznak növényi sejtnedvben előforduló színanyagok, a vörös és a bíbor színű antociánok. Glikozidok a nitrogénmentes szaponinok; ezek vízben kolloidálisan oldódnak, jelentős felületi feszültségcsökkentő hatásuk következtében habképzők, némelyikük erős méreg. 
A szervezetben az ásványi anyagok felszívódását segítik elő, a légutakban fellépő izgalmakat enyhítik, szívműködést szabályzó hatásuk is van. A szervezet enzimjei cukorra és különféle szerves vegyületekre bontják őket, melyek fokozzák a bélműködést és az étvágyat. Glikozidot tartalmaz többek között a mustár, a retek, a hagyma, a torma stb.

## Az aglikon rész lehet
- terpén
- flavonoid
- antrakinon
- szteroidszármazék
- szaponin (triterpén glikozid)

A szívre ható glikozidok (crategus félék) cukorrészét dezoxicukrok és glükóz alkotja.

## Kémiai szerkezetük ésindikációjukalapján lehetnek
- Fenolos glikozidok (pl. arbutin, szalicin-gyulladáscsökkentők: vadkörte, medveszőlő, fekete áfonya, fűzfa)
- Antraglikozidok (antranoid-hashajtók: szenna, kutyabenge)
- Szívglikozidok (a szív munkáját serkentő hatóanyagok)
- Kéntartalmú glikozidok (illékonyak, csípősek: mustár, torma)